# João Cabral (Leichtathlet)
João Henrique Falcão Cabral (* 16. April 1999) ist ein brasilianischer Sprinter, der sich auf den 400-Meter-Lauf spezialisiert hat.

## Sportliche Laufbahn
Erste Erfahrungen bei internationalen Meisterschaften sammelte João Cabral im Jahr 2021, als er bei den Südamerikameisterschaften in Guayaquil in 47,86 s den fünften Platz im 400-Meter-Lauf belegte und mit der brasilianischen 4-mal-400-Meter-Staffel in 3:04,25 min gemeinsam mit Bruno de Barros, Lucas Carvalho und Pedro Luiz de Oliveira die Goldmedaille gewann. Im Oktober gewann er bei den U23-Südamerikameisterschaften ebendort in 47,40 s die Bronzemedaille über 400 m hinter seinem Landsmann Douglas Mendes und Javier Gómez aus Venezuela. Zudem siegte er in 3:08,78 min in der 4-mal-400-Meter-Staffel. Anfang Dezember gelangte er bei den erstmals ausgetragenen Panamerikanischen Juniorenspielen in Cali mit 47,03 s auf den sechsten Platz im Einzelbewerb und siegte in 3:18,54 min in der Mixed-Staffel und stellte damit einen neuen U23-Südamerikarekord auf. Zudem gewann er in der 4-mal-400-Meter-Staffel in 3:08,42 min die Silbermedaille hinter Ecuador. 2023 schied er bei den World University Games in Chengdu mit 21,18 s und 47,45 s jeweils im Halbfinale über 200 und 400 Meter aus und verpasste mit der 4-mal-100-Meter-Staffel mit 40,48 s den Finaleinzug.

## Persönliche Bestzeiten
- 200 Meter: 21,06 s (+1,7 m/s), 10. September 2023 in São Bernardo do Campo
- 400 Meter: 46,26 s, 11. Dezember 2020 in São Paulo